# Condado de Villalta
El título de Conde de Villalta fue concedido por la monarquía española en Sicilia, el 13 de mayo de 1629 a favor de Octavio Corsetto.
Octavio Corsetto, original de Palermo, murió sin dejar descendencia, por lo que la herencia recayó, el 20 de agosto de 1673, en una rama lateral representada por Octavio Siracusa y Corsetto, hijo de su hermana Porzia, quien estaba casada con Carlo Siracusa, caballero de Alcantara, y también oriundo de Palermo.